# مورونه دل سانیو
مورونه دل سانیو (به ایتالیایی: Morrone del Sannio) یک کومونه در ایتالیا است که در استان کامپوباسو واقع شده‌است. مورونه دل سانیو ۴۵٫۶ کیلومتر مربع مساحت و ۶۹۷ نفر جمعیت دارد و ۸۲۷ متر بالاتر از سطح دریا واقع شده‌است.